# Leninmausoleet

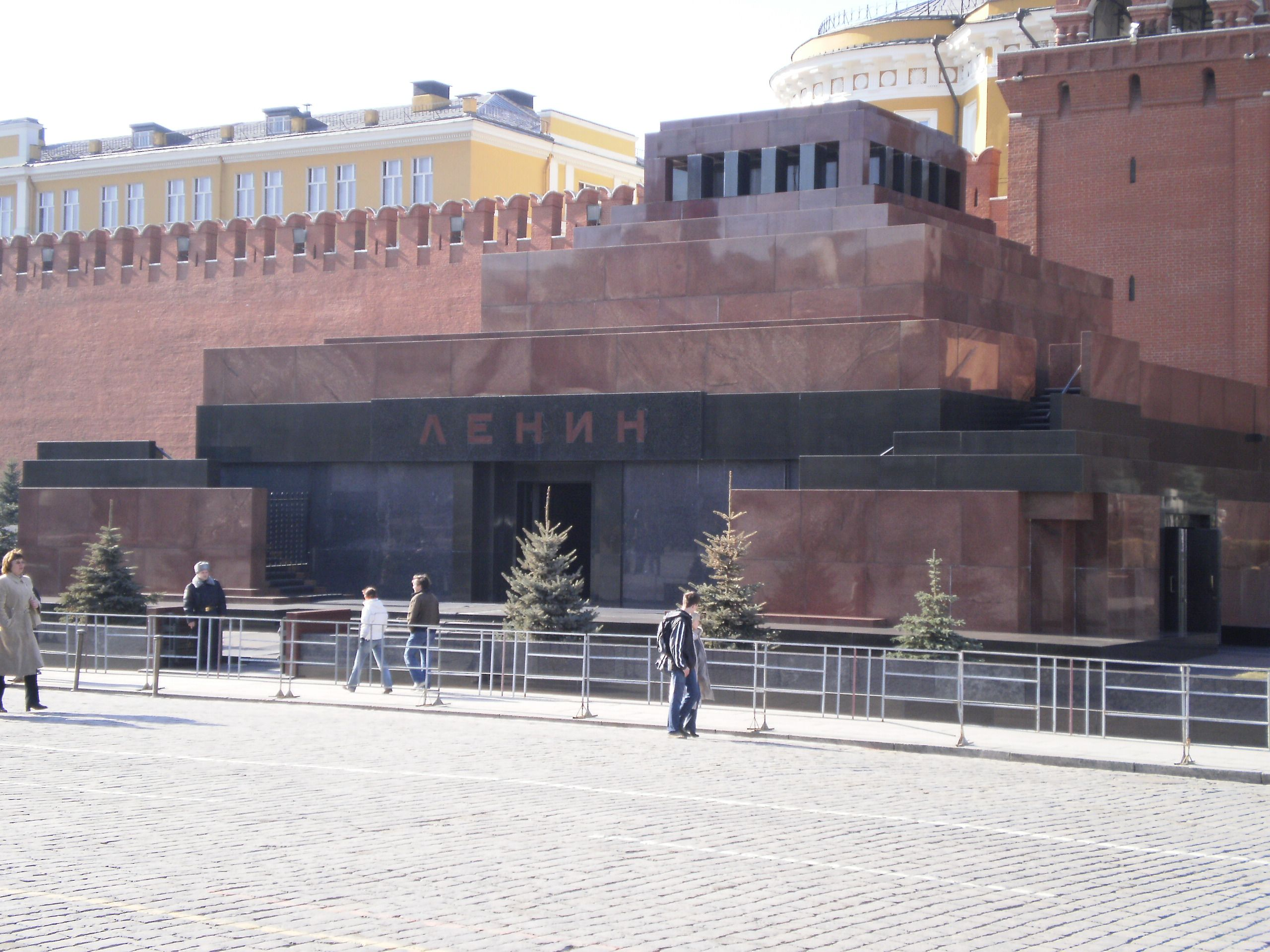
Leninmausoleet.

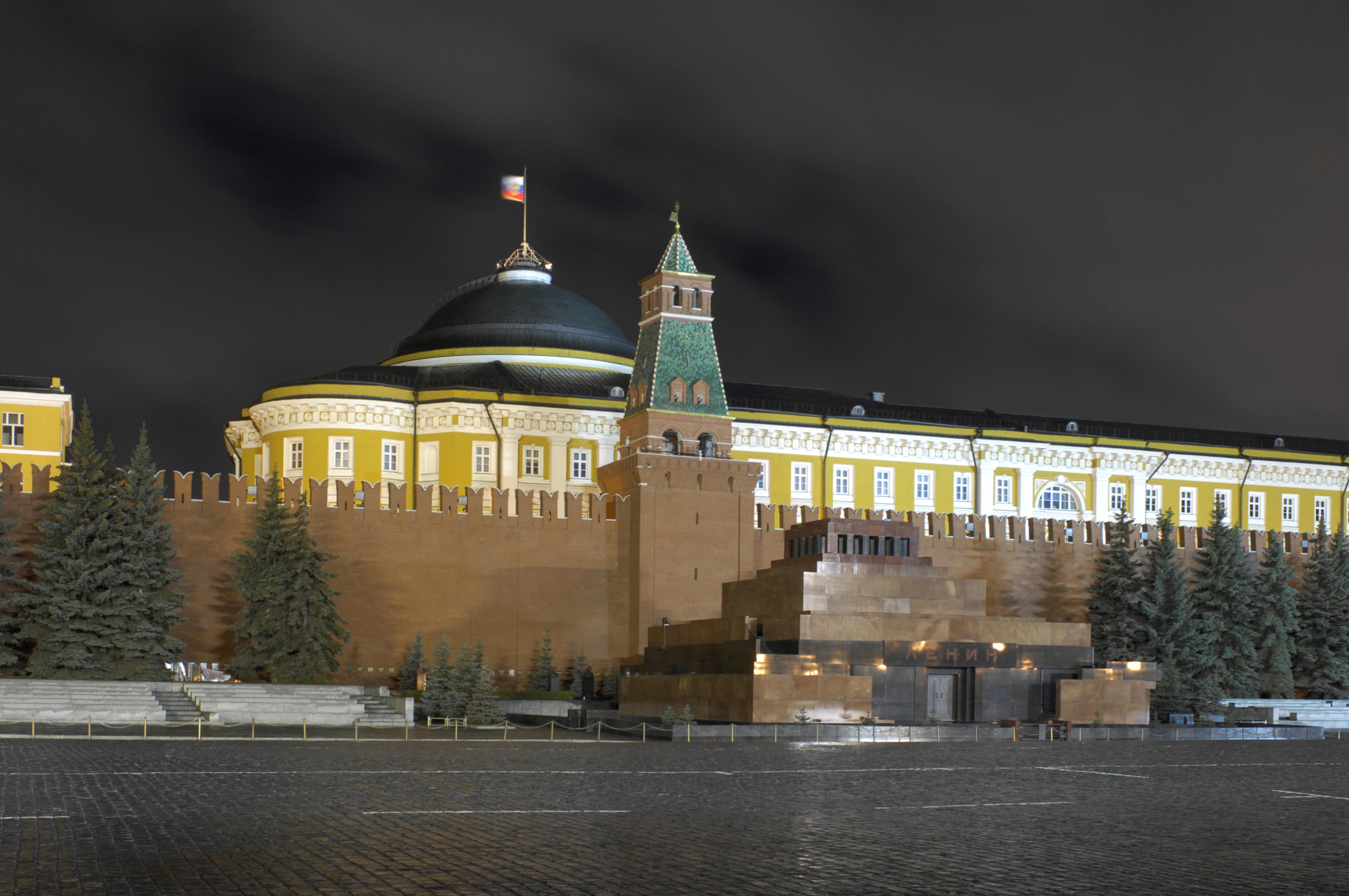
Leninmausoleet med Kreml i bakgrunden.

Leninmausoleet (ryska: Мавзоле́й Ле́нина, Mavzolej Lenina) är en byggnad på Röda torget i Moskva. Här förvaras och visas de balsamerade kvarlevorna av Vladimir Lenin sedan 1924, det år han dog.

## Byggnaden
Byggnaden ritades av den ryske arkitekten Aleksej Sjtjusev på tre dagar 1924. Sjtjusev formgav mausoleet i en stil som sammanförde konstruktivistiska element med inslag från historiska mausoleer, exempelvis Djosers trappstegspyramid och gravmonumentet i Pasargad.

## Mausoleet idag
Mausoleet är en av Moskvas mest besökta sevärdheter, öppen i princip dagligen. Fotoförbud råder och kameror får inte tas med in. Det är också förbjudet att tala i mausoleet.
Leninmausoleet har varit öppet för allmänheten sedan 1924, med några undantag krigstid (exempelvis under andra världskriget då Vladimir Lenin evakuerades till Tiumen i Sibirien). Josef Stalins balsamerade kropp placerades intill Lenins år 1953, men då Ryssland avstaliniserades flyttades hans kropp 1961 och begravdes vid Kremlmuren.
Diskussioner har förts om att avveckla mausoleet och slutligen begrava Lenin likt Stalin. En opinionsundersökning från 2017 visade att 63 procent av ryssarna var positiva till att begrava Lenin, medan 31 procent ansåg att hans kropp skulle få ligga kvar i mausoleet. Rysslands president Vladimir Putin har dock flera gånger sagt att Lenin ska förbli orörd "så länge som vi har folk som sammankopplar sin liv till detta".